# Колосов, Василий Михайлович
Васи́лий Миха́йлович Ко́лосов (1782—1857) — русский писатель
 сентиментального направления, поклонник Карамзина.
Опубликовал:
- «Плач России и неизреченная радость о восшествии на престол императора Александра I» (М., 1801);
- «Плод энтузиазма, лирическое сочинение на случай всерадостнейшего прибытия и священнейшей коронации Его Императорского Величества Александра I» (М., 1801);
- «Стихи его превосходительству П. А. Познякову, на случай открытия им, в его доме, публичных представлений и маскарадов в пользу бедных и инвалидов» (М., 1814);
- «Глас Россиянина» (М., 1814);
- «Хоры в честь русских героев, избавивших Европу от французского ига» (М., 1814);
- «Польский в честь императора Александра I» (М., 1814);
- «Польский на день рождения императора Александра I» (М., 1814).

Стихи Колосова очень посредственны. В прозе он написал: «Прогулки в окрестностях Симонова монастыря» (М., 1806) — слабая дань карамзинской сентиментальности.